# Alexander Kupprion
Alexander Kupprion (* 12. Juli 1978 in Singen) ist ein ehemaliger deutscher Snowboarder in der Disziplin Boardercross.
Alexander Kupprion vom Skiclub Singen bestritt sein erstes Rennen im Snowboard-Weltcup im Januar 2003 in Berchtesgaden und gewann als 15. sogleich Weltcup-Punkte. Nur vier Wochen später erreichte er in Bad Gastein als Siebter seine erste Platzierung unter den besten Zehn. In Arosa konnte er 2004 als Drittplatzierter eine Podiumsplatzierung erreichen. In der Saison erreicht er mit dem 13. Platz in der Disziplinwertung sein bestes Ergebnis in dieser Wertung. Bis 2006 startete Kupprion in 31 Weltcuprennen. Dabei erreichte er 19 Platzierungen in den Punkterängen und war neunmal unter den besten Zehn. Erstes und letztes Großereignis und damit Höhepunkt der Karriere wurden die Olympischen Winterspiele 2006 von Turin. Bei den Wettkämpfen in Bardonecchia wurde er 36. und schied damit schon in der Qualifikation aus. Nach den Spielen hatte er nur noch sporadische Einsätze in unterklassigen FIS-Rennen und bei nationalen Meisterschaften. So wurde er 2007 bei den Deutschen Meisterschaften im Kaunertal hinter Mario Fuchs und Markus Schairer Dritter.